# Colomborus polygonatus
Colomborus polygonatus är en mångfotingart som först beskrevs av Paul Gervais 1847.  Colomborus polygonatus ingår i släktet Colomborus och familjen Aphelidesmidae. Inga underarter finns listade i Catalogue of Life.